# El Magueyal, Guanajuato
El Magueyal är en ort i Mexiko.   Den ligger i kommunen San José Iturbide och delstaten Guanajuato, i den centrala delen av landet, 220 km nordväst om huvudstaden Mexico City. El Magueyal ligger 2 129 meter över havet och antalet invånare är 174.
Terrängen runt El Magueyal är kuperad österut, men västerut är den platt. Runt El Magueyal är det ganska glesbefolkat, med 36 invånare per kvadratkilometer. Närmaste större samhälle är San José Iturbide, 11,9 km sydväst om El Magueyal. Trakten runt El Magueyal består i huvudsak av gräsmarker.